# Dennis Stewart (judoka)
Dennis C. Stewart (ur. 12 maja 1960 w West Bromwich) – brytyjski judoka. Brązowy medalista olimpijski z Seulu 1988, w wadze półciężkiej.
Siódmy na mistrzostwach świata w 1987; uczestnik zawodów w 1985 i 1989. Startował w Pucharze Świata w 1989. Brązowy medalista igrzysk Wspólnoty Narodów w 1986, gdzie reprezentował Anglię. Piąty na mistrzostwach Europy w 1987 i 1988; trzeci w drużynie w 1985 roku. 

## Letnie Igrzyska Olimpijskie 1988
| Konkurencja | Eliminacje             | Repasaże                   | Repasaże          | Finały             | Klas. końcowa |
| Konkurencja | Przeciwnik I           | Przeciwnik I               | Przeciwnik II     | o 3. miejsce       | Miejsce       |
| ----------- | ---------------------- | -------------------------- | ----------------- | ------------------ | ------------- |
| 95 kg       | Aurélio Miguel (BRA) P | Bjarni Friðriksson (ISL) Z | Juri Fazi (ITA) Z | Jiří Sosna (TCH) Z | 3.            |